# أرنب مستأنسة
الأرنب المستأنسة أو الأرنب المدجنة (بالإنجليزية: Domestic rabbit)‏ هي الشكل المستأنس للأرنب الأوروبي، وهو عضو في رتبة أرنبيات الشكل. يُعرف الأرنب الذكر بالخُزَز، والأنثى بالعِكْرِشَة، والصغير بالخِرْنِق.
استخدم الرومان الأرانب لأول مرة لطعامها وفرائها، واحتفظ بها حيواناتٍ أليفةٍ في الدول الغربية منذ القرن التاسع عشر.